# Folkcomunicação
A Folkcomunicação é uma disciplina científica que tem como objetivo o estudo da comunicação popular e o folclore na difusão de meios de comunicação de massa. A denominação inicial, bem como seu conteúdo, foram criados pelo professor Luiz Beltrão em 1967.
Beltrão afirma  que a folkcomunicação é a comunicação de grupos sociais rurais e urbanos, marginalizados social e culturalmente, sem acesso ou representação nos meios de comunicação estabelecidos (imprensa, rádio, televisão)  e precisam comunicar aos seus pares alguma informação. Folkcomunicação é, assim, o processo de intercâmbio de informações e manifestação de opiniões, ideias e atitudes da massa, através de agentes e meios ligados direta ou indiretamente ao folclore.
As manifestações da folkcomunicação podem se dar na forma de cantadores, ex-votos, folhetos de cordel, frases de pára-choque de caminhão, grafite, entre outras formas.